# Catedral de San Andrés Apóstol (Amalfi)
La catedral de San Andrés Apóstol o simplemente catedral de Amalfi (en italiano: Cattedrale di S. Andrea Apostolo) Es una catedral católica del siglo IX en la Piazza del Duomo, en Amalfi, Italia. Está dedicada al Apóstol San Andrés cuyas reliquias se guardan aquí. Antiguamente sede episcopal de la diócesis de Amalfi, ha sido desde 1986 la de la diócesis de Amalfi-Cava de Tirreni.
Predominantemente de estilo románico árabe-normando, ha sido remodelada varias veces, añadiendo elementos románicos, bizantinos, góticos y barrocos. La catedral incluye la Basílica del Crucifijo del siglo IX adyacente. Cerca de la basílica esta la cripta de San Andrés.

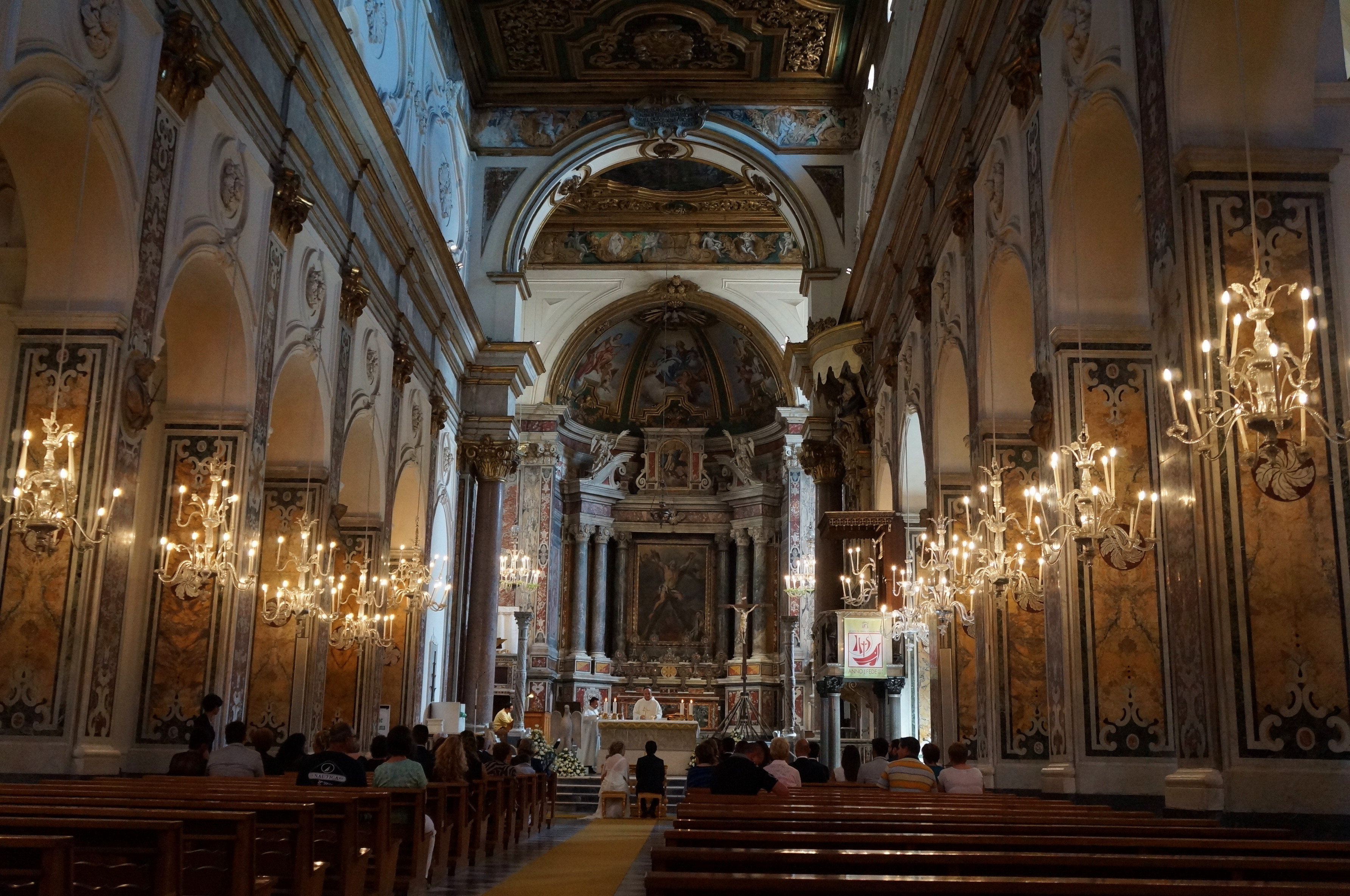
Vista interior

La catedral más nueva fue construida al lado de la basílica más vieja que fue construida sobre las ruinas de un templo anterior. Los restos de San Andrés fueron llevados a Amalfi desde Constantinopla en 1206 durante la Cuarta Cruzada por el Cardenal Pedro de Capua. En 1208, la cripta fue completada y las reliquias fueron entregadas a la iglesia.